# يوهانس لينانكوسكي
يوهانس لينانكوسكي (Johannes Linnankoski؛ أسكولا، 18 أكتوبر 1869 - بورفو، 10 أغسطس 1913) كاتب فنلندي. أشهر أعماله هي رواية «أغنية من الزهرة القرمزية» (Laulu tulipunaisesta kukasta). موضوعاته الأساسية الذنب المكتشف والعقاب والفداء كمسائل أخلاقية.
تحولت كتبه إلى أفلام روائية هامة عديدة من أشهرها «هيليا الحلابة» (Hilja maitotyttö؛ إخراج تيوفو توليو) و «أغنية من الزهرة القرمزية» (إخراج نيسكانن ميكو) التي تم تصويرها أيضاً في السويد في ثلاثة أفلام مختلفة للمخرجين موريتس ستيلر، بر أكسل برانر وغوستاف مولندر.
كان لينانكوسكي أيضاً ناشط بالحياة الثقافية في أوسيما الشرقية. وكان أحد مؤسسي المصرف في بورفو كما أسس مدارس فنلندية اللغة وصحفاً يومية مثل أوسيما أول صحيفة فنلندية اللغة تصدر خارج مدن أوسيما الرئيسية.
افتتح في عام 1938 متحف له، بالقرب من مبنى ساونا حيث أنه يفترض لينانكوسكي وُلد.

## روابط خارجية
- يوهانس لينانكوسكي على موقع IMDb (الإنجليزية)
- يوهانس لينانكوسكي على موقع الموسوعة البريطانية (الإنجليزية)
- يوهانس لينانكوسكي على موقع قاعدة بيانات الفيلم (الإنجليزية)